# Kabinett Celmiņš I

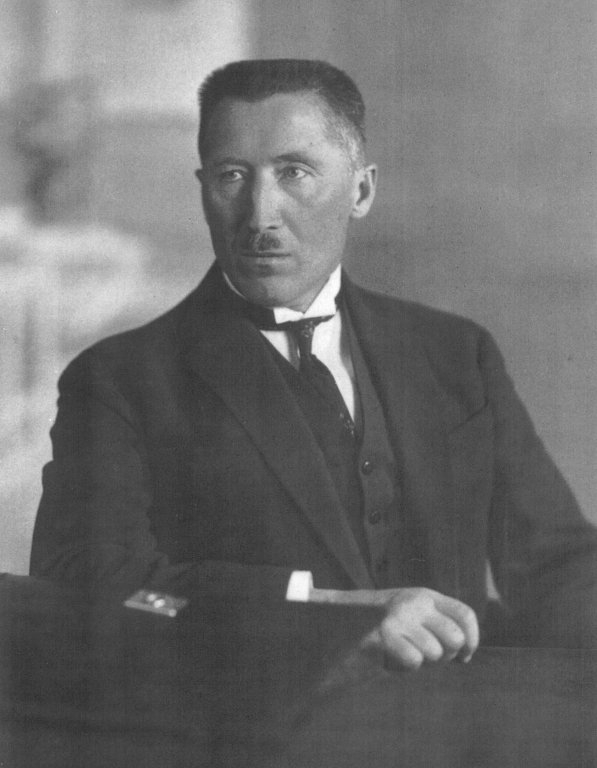
Ministerpräsident Hugo Celmiņš

Das Kabinett Celmiņš I war die neunte Regierung der Republik Lettland und wurde am 19. Dezember 1924 von Ministerpräsident Hugo Celmiņš gebildet. Das Kabinett löste das Kabinett Zāmuels ab und blieb bis zum 23. Dezember 1925 im Amt, woraufhin es vom Kabinett Ulmanis V abgelöst wurde.
Dem Kabinett gehörten folgende Minister an:
| Amt                     | Amtsinhaber                           | Beginn der Amtszeit               | Ende der Amtszeit                 |
| ----------------------- | ------------------------------------- | --------------------------------- | --------------------------------- |
| Ministerpräsident       | Hugo Celmiņš                          | 19. Dezember 1924                 | 23. Dezember 1925                 |
| Außenminister           | Zigfrīds Anna Meierovics Hugo Celmiņš | 19. Dezember 1924 23. August 1925 | 22. August 1925 23. Dezember 1925 |
| Innenminister           | Eduards Laimiņš                       | 19. Dezember 1924                 | 23. Dezember 1925                 |
| Kriegsminister          | Rūdolfs Bangerskis                    | 19. Dezember 1924                 | 23. Dezember 1925                 |
| Finanzminister          | Jānis Blumbergs                       | 19. Dezember 1924                 | 23. Dezember 1925                 |
| Justizminister          | Pēteris Juraševskis                   | 3. März 1925                      | 23. Dezember 1925                 |
| Landwirtschaftsminister | Hugo Celmiņš Markuss Gailītis         | 19. Dezember 1924 6. März 1925    | 5. März 1925 23. Dezember 1925    |
| Verkehrsminister        | Jānis Pauļuks                         | 19. Dezember 1924                 | 23. Dezember 1925                 |
| Arbeitsminister         | Ādams Krieviņš Voldemārs Salnais      | 19. Dezember 1924 1. April 1925   | 31. März 1925 23. Dezember 1925   |
| Bildungsminister        | Ernests Felsbergs Arvīds Kalniņš      | 19. Dezember 1924 5. März 1925    | 4. März 1925 23. Dezember 1925    |